# Syneta adamsi
Syneta adamsi — вид жуков из семейства листоедов, подсемейства синетин.

## Распространение
Встречается в Китае и Японии, на территории России — в Хабаровском крае, Сахалинской и Амурской областях, а также в Приморском крае и на Курильских островах.

## Описание
В длину жук достигает 4—7 миллиметров. Эпиплевры надкрылий плоские, с рядом точек у внутреннего края. Надкрылья самки несут длинный латеральный киль. Вершина эдаегуса имеют короткий отросток.